# Caçador de lleons
El Caçador de lleons és una de les escultures que formen part del Parc de la Ciutadella a Barcelona, on va ser col·locada el 21 de setembre de l'any 1883. Aquesta peça, obra de l'escultor Agapit Vallmitjana i Abarca va ser encarregada directament per l'Ajuntament de Barcelona, en un contracte signat el 30 d'abril d'aquell mateix any, dins del context de la ja propera Exposició Universal que se celebraria a la ciutat l'any 1888.

## Context i localització
L'obra està ubicada al Parc de la Ciutadella, un dels parcs més importants de la ciutat i probablement el més emblemàtic, ja que és símbol d'una època de bonança a la ciutat.

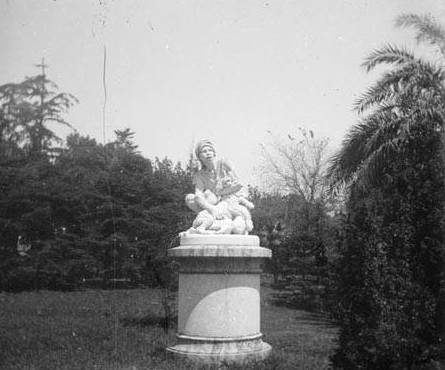
Emplaçament de l'obra en el Parc de la Ciuradella (imatge d'entre 1901 i 1914)

 L'empenta per donar color escultòric als jardins de la ciutat va ser donada per Rius i Taulet a partir dels anys 80, i en aquell mateix moment va començar a ornamentar-se amb la cascada el Parc de la Ciutadella, es van plantejar més obres de temàtica mitològica i al·legòrica, va complementar-se amb obres escultòrics de caràcter monumental, com el Monument al General Prim i el Monument a Aribau. I a més, va considerar-se la col·locació d'obres de caràcter més costumista com la Dona del Paraigua o el que ens interessa, el Caçador de lleons. Aquesta, va ser col·locada al parc el 21 de setembre del 1883.
A partir d'iniciatives d'aquest tipus, l'escultura, no només a Barcelona, pren una importància cabdal per la seva presència en la vida diària de les persones, ja que el monumentalisme estatuari se consagra com a símbol d'una nova etapa moderna, tal com s'especifica al volum VI, Del neoclassicisme a la Restauració; 1808-1888, de la història de l'art Català d'Edicions 62, en la pàgina 242:
| «                                                                                  | "(...)El nou valor de la ciutat moderna -la ciutat posterior a la Revolució Francesa- com a lloc de residència i de treball d'un ciutadà, i no d'un súbdit com en el segle anterior, fa que aquest ciutadà anònim però reconegut, s'hagi convertit en destinatari potencial d'obres d'art que fins aleshores no solien sortir dels jardins i palaus reials i nobiliaris o dels interiors de les esglésies (...)" | » |
| — [Francesc Fontbona, "Del Neoclassicisme a la Restauració 1808-1888; pagina 242"] | |   |

## Descripció

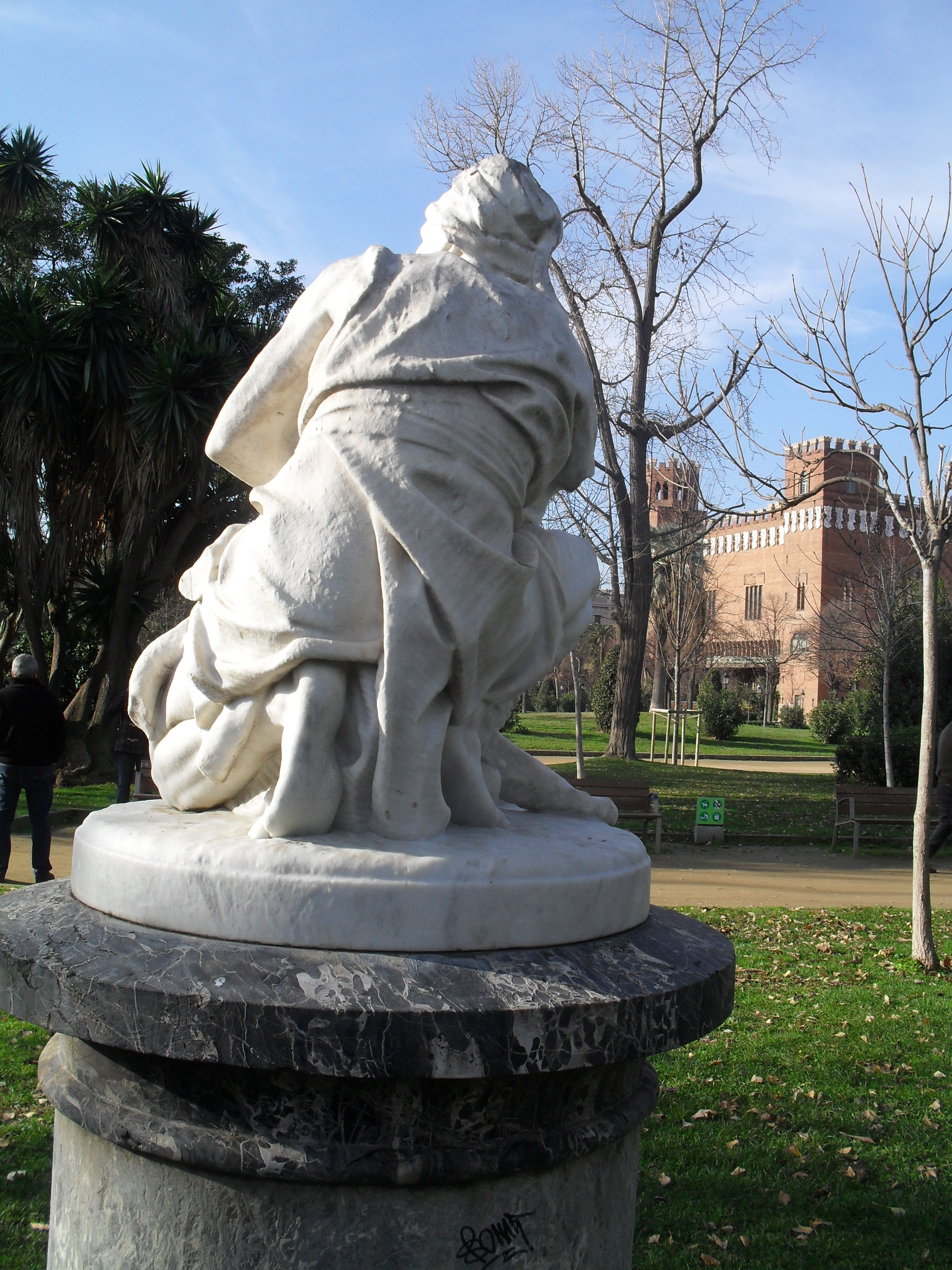
Visió d'espatlles de l'escultura, en què s'aprecia el tractament detallat de les robes

Aquest delicat grup escultóric és exempt, col·locat sobre un pedestal, pensat per veure's des de tots els punts de vista, es tracta el material en totes les seves cares.
L'obra, és feta en marbre blanc sobre pedra calcària, té unes dimensions totals de 2,35m x1,14, però la figura en si, mesura 1,23 x 1.14, situada sobre una base de poc més d'un metre.
Mostra un home de tendència oriental amb uns cadells de lleó entre els seus braços que sembla voler subjectar-los alhora que protegir-se a ell mateix.

### Temàtica
En aquesta peça, s'exposa un tema de quotidianitat orientalitzant, per tal de donar a conèixer uns costums diferents i una forma de vida diferent que en aquell moment estaven molt en voga i eren d'interès comú per a molts artistes del moment.
| «                                                    | "Com tants d'altres artistes del segle xix, Vallmitjana i Abarca es va sentir interessat en copsar l'excepcionalitat de l'Orient, preocupant-se per donar a conèixer la singularitat dels seus costums i l'originalitat del tipus." | » |
| — [Isabel Coll, Art Públic, Ajuntament de Barcelona] | |   |

Així doncs, el que se'ns mostra és un personatge, amb vestidures orientals, que acaba de caçar dos petits lleons, i que, en aquest precís moment pateix per la seva pròpia vida, per l'amenaça d'una lleona que no es veu en l'escena però que s'intueix per la seva expressió d'angoixa.

#### Estil

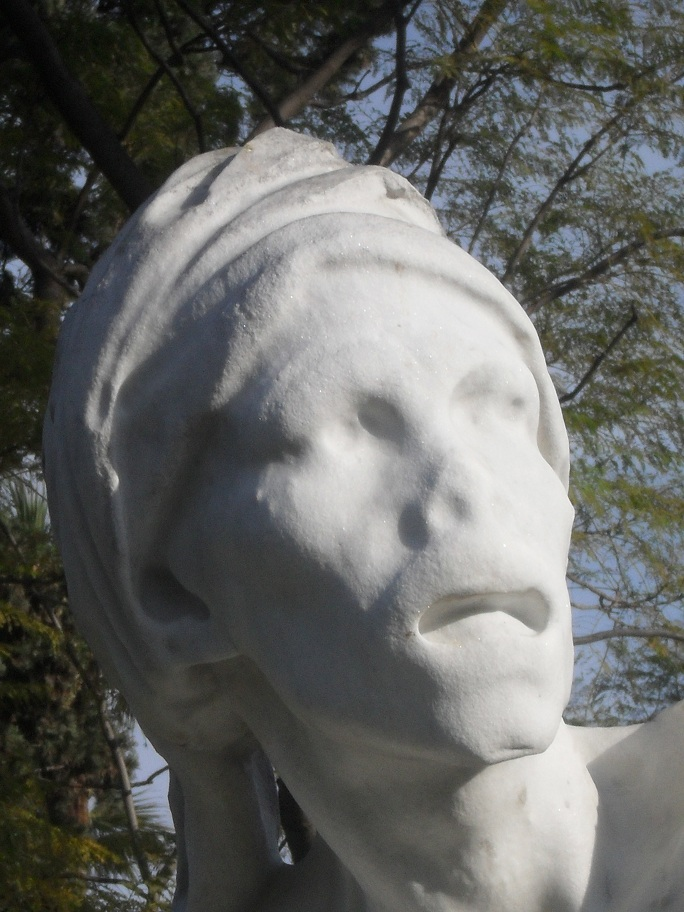
Mostra de l'expressivitat del personatge del caçador

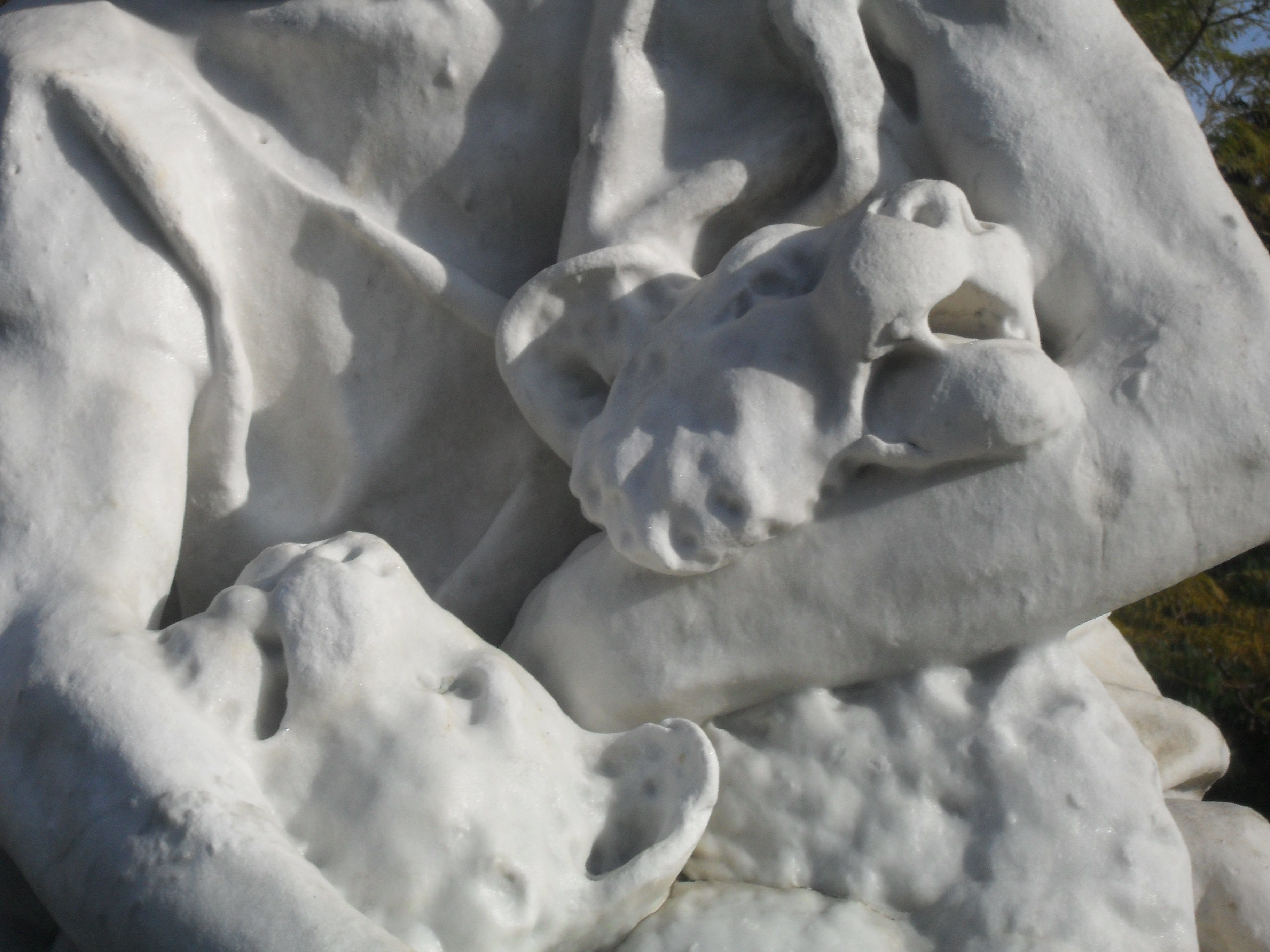
Primer pla dels petits felins que tracten de desempallegar-se del seu captor

En un moment, finals del segle xix en que el món artístic occidental sembla, en alguns casos, mirar cap a l'exotisme oriental, ben diferent del que és quotidià per a ells, aquesta és una mostra escultòrica d'aquesta visió. Val a dir que l'obra gaudeix d'un caràcter propi, molt pròxim al realisme, en que l'escultor pretén plasmar una escena impròpia de la ciutat on és exposada. En ella, el detallisme hi és patent, en la recerca de la naturalitat anatòmica de l'home però també en els animals. Per a això, es té molta cura del tractament del cos masculí, que aprofitant l'avinentesa que és gairebé nuu serveix a l'artista per a assenyalar els músculs tant de braços com de cames, en un estudi anatòmic prou interessant. I de la mateixa manera fa un tractament de les robes del caçador, com es pot veure en la visió d'espatlles.
També és significatiu el mocador que porta al cap, símbol de la seva naturalesa oriental, i les seves robes de tendència menys elegant i acurada, efecte que, a més dels lleons que sosté entre els seus braços, l'identifiquen amb un món completament diferent.
Alhora, el tractament dels petits felins també és impecable, en la recerca de mostrar la pell peluda dels animals, hi són marcades les onades d'aquesta peludesa amb perfecció.
L'expressivitat de l'obra en el seu conjunt es veu determinada per la mateixa situació, en que el caçador pateix per la seva pròpia vida.
Aquesta expressivitat obre l'escena a l'exterior per fer entendre l'espectador que no és només allò representat sinó, tot allò que amaga, la seva expressivitat, amb la boca entreoberta i la mirada fixada en un espai que no és representat ens dona a entendre la voluntat de l'escultor de situar un entorn. Aquesta angoixa que pateix el caçador en relació amb la possibilitat de veure¡s atacat per la mare de les petites feres.
Juntament amb això, existeix la visió dels petits felins que, també amb angoixa en retorcen entre els seus braços intentant deslliurar-se'n.

## Autor

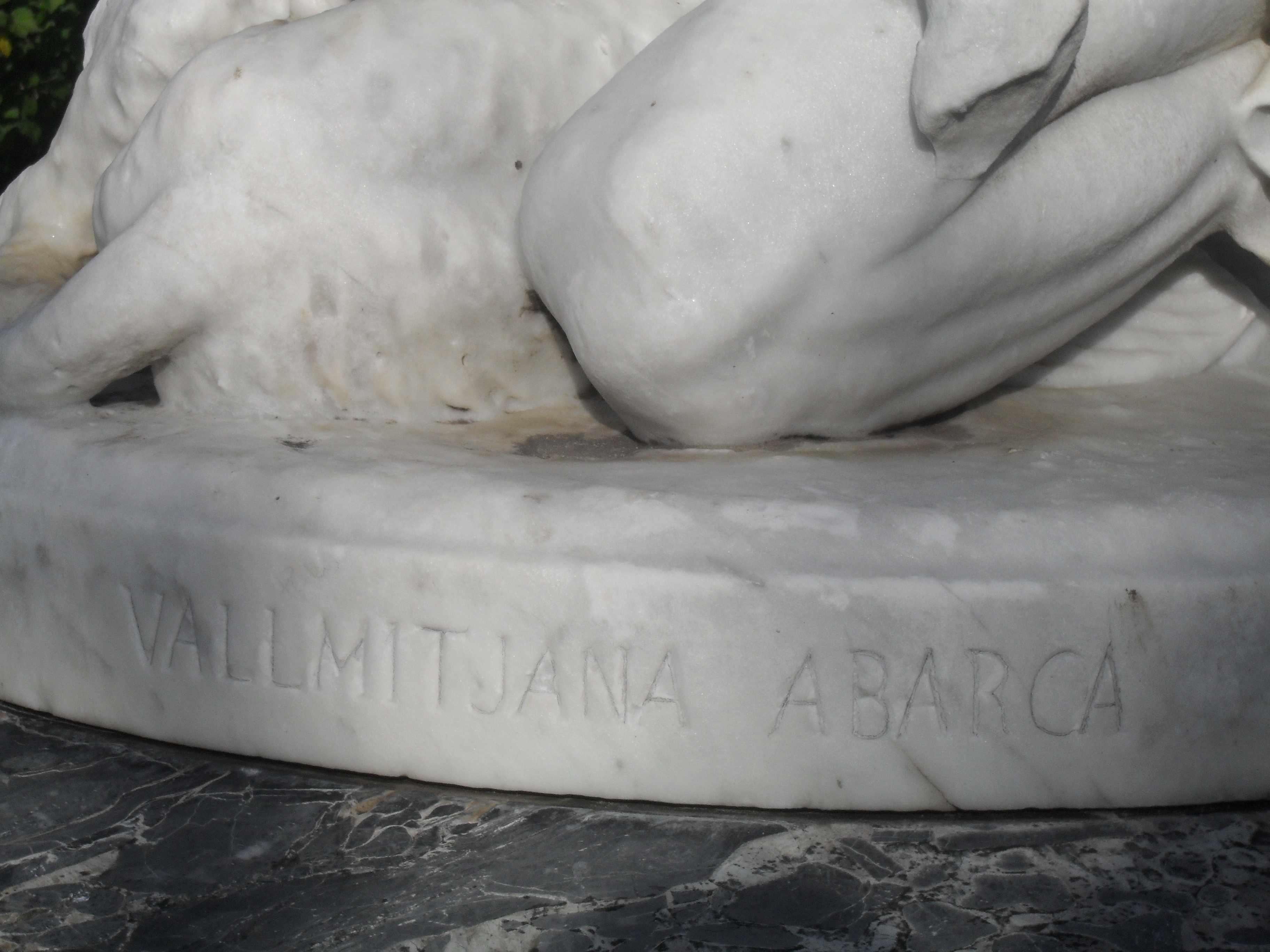
signatura de l'artista "Vallmitjana Abarca

L'escultura del Caçador de lleons va ser realitzada per l'Agapit Vallmitjana i Abarca, que entraria dins del grup d'artistes que va treballar a Barcelona a finals del segle xix i inicis del segle xx, adscrits al moviment realista, que van adquirir rellevància en obres de caràcter públic.
Va ser deixeble del seu pare, Venanci Vallmitjana i del seu oncle Agapit Vallmitjana. Tot i que va ser menys prolífic i va treballar menys fora de la ciutat de Barcelona, va arribar a ser considerat un dels seus millors deixebles, entre els que contaven molts dels artistes contemporanis d'en Vallmitjana i Abarca.
Aquesta seria la seva obra potser més emblemàtica, però va realitzar obres de diferent temàtica, però va reeixir en l'escultura animalística, sobretot pel seu tractament dels felins, en són exemples la lleona i els seus cadells o els lleons a la base del Monument a Colom a Barcelona, o els lleons que hi ha al Palau de la Generalitat.
Amb un caràcter molt expressiu i un interès pel detallisme, tal com s'aprecia en aquesta obra, va ser valorat pels seus contemporanis i va participar en diferents Exposiciones Nacionales de Bellas Artes de Madrid, on va guanyar Medalles de Segona i Tercera Clase. A més l'Estat va adquirir-li diverses obres, com és el cas de la Lleona i els seus cadells o l'estàtua d'Hernán Cortés que en l'actualitat es troba al Salón de los Pasos Perdidos del Senat.

## Contracte
L'any 1883 va ser encarregada directament per l'Ajuntament de Barcelona, la realització d'aquesta obra en marbre per a ser col·locada al Parc de la Ciutadella a Agapit Vallmitjana i Abarca, dins de tot un projecte de decoració escultòrica del gran parc, que ocupava uns terrenys que havien estat cedits a l'ajuntament amb aquesta pretensió, convertir aquest espai en un gran parc. El projecte escultòric va ser ambiciós, però gràcies a aquest, el Parc de la ciutadella és, avui dia, un dels millors exemples de l'escultura de la Barcelona de la Renaixença.
El contracte va ser subscrit el 30 d'abril d'aquest mateix any i s'hi especificava que l'artista cobraria la quantitat de 12.500 pessetes en dos terminis per a la seva realització. L'efectivitat de l'artista va quedar provada quan el setembre d'aquell mateix any, l'obra ja va ser col·locada en la seva ubicació.

## Versió
És prou comú trobar versions d'una mateixa escultura en materials diferents i també amb dimensions diferents, que a vegades són preparatoris. Podria ser aquest un dels casos, ja que en l'actualitat es troba al Museu Nacional d'Art de Catalunya una versió d'aquesta escultura. El títol de l'obra és el mateix i la seva composició també, per tant, s'entén que és una versió prèvia al que va realitzar l'any 1883 per a l'Ajuntament de Barcelona.
És realitzada en terracota, de dimensions més reduïdes, de 37,5 x 26 x 25 cm i que data d'un any abans, el 1882. Pertany a la col·lecció d'Art Modern del MNAC, des que va arribar al museu gràcies a una donació de Concepció i Carlota Vallmitjana, a través dels Amics de Museu l'any 1935.

## Premi
L'obra del Caçador de lleons va participar en la Exposición Nacional de Bellas Artes de Madrid l'any 1884, un any després d'haver estar instal·lada al Parc de la Ciutadella i va ser premiada amb la Medalla de Segona Classe de dita exposició, en l'apartat d'escultura, amb els mèrits que suposa aquest guardó, per l'àmplia participació d'artistes de la que gaudia.
No seria aquesta l'única obra que presentaria aquest escultor a una Exposició Nacional de Bellas Artes, símbol clar dels seus mèrits propis.